# ボンボヤージュ
ボンボヤージュ（1973年5月28日 - ）は、日本のイラストレーター。
岡山県倉敷市出身。都留文科大学中退。現在は東京都三鷹市在住。

## 経歴
イラストレーターとなったきっかけは、大学時代に友人が「学園ポスター」コンテスト応募作成のためにパソコンで絵を描くための道具を購入したことから。当時は友達が使わなくなったらそのまま放置していた。
やがて大学にいかなくなりアルバイトしかやることがなくなったため、暇つぶしとして絵を描くようになった。元々そんなには絵を描かなかったそうだが、最初から絵が上手かったという。当時はアルバイトのストレスのせいか、顔の長い暗い女の人ばかり書いていたらしい。
その後自ら運営するホームページ内で始めたコーナー「ちびギャラリー（ちびギャラ）」が大変な人気となり、ちびギャラグッズとしての書籍、フィギュア、ぬいぐるみ等が各メーカーから多数発売されている。
そのほかにも、旅ボン（旅行記。イタリア編、富士山編、北海道編などがある）や、BONte（イラスト雑誌。ボンボヤージュ以外の作家のイラストも載っている）も書いており、いずれも大好評である。
愛媛県の雑誌「タウン情報まつやま」（エス・ピー・シー出版）の2002年5月号から2004年3月号まで表紙イラストを担当した。

## 人物
- ペンネームはボンボヤージュだが、「Bon Voyage」の意味（フランス語で「よい旅を」）は知らなかったらしい。そのせいか、ボンボヤージュのスペルは本来の「Bon Voyage」ではなく、日本語読みをローマ字表記にした「Bonboya-zyu」となっている。元は最初に居ついた野良猫の名前だった。
- 愛猫のボンジロウ（オス、メインクーン）と共に生活していたが、後に脱走し、行方知れずになっている。その後、犬のボタン（メス、フレンチブルドッグ）を飼いだした。名前の由来は、頭にボタンのような模様があるから。2021年末にボタンは亡くなっている。また、犬のタツマキ（オス、フレンチブルドッグ）を飼っている。名前の由来は、子犬の頃によく水入れや皿をひっくり返したことから。

## 書籍
- ちびギャラ/にっ/さんっ/よんっ/ごっ/ろくっ/ななっ（ゴマブックス、2002-2006年）
- 旅ボン・イタリア編（ゴマブックス、2007年）
- 旅ボン・富士山編（ゴマブックス、2008年）
- 旅ボン・北海道編（ゴマブックス、2009年）
- 旅ボン・沖縄編（主婦と生活社、2011年）
- 新・旅ボン・イタリア編（主婦と生活社、2012年3月）
- 新・旅ボン・北海道編（主婦と生活社、2012年6月）
- ちびギャラ/なな半（サンマーク出版、2012年9月）
- ちびギャラ/はちっ（サンマーク出版、2012年11月）
- 旅ボン・ハワイ編（主婦と生活社、2013年）
- 新・旅ボン・富士山編（主婦と生活社、2014年）
- 大人ボン・41歳からの運転免許編（主婦と生活社、2015年）
- 旅ボン・大阪編（主婦と生活社、2017年）
- タツマキボタン（主婦と生活社、2018年）
- よりぬき・ちびギャラリー（主婦と生活社、2019年）
- 旅ボン・台湾・高雄編（主婦と生活社、2019年）
- 旅ボン・台湾・台北編（主婦と生活社、2020年）
- 釣りボン（主婦と生活社、2023年）
- おみくじボン！ちびギャラリー編（主婦と生活社、2024年）

## 雑誌
- タウン情報まつやま（）
- BONTe

## デジタル連載
無料の漫画サイト「パチクリ！」で連載されたもの。
- ボンとヨーソロ（2017年〜2017年、完結作品。)
- タツマキボタン　(2017年〜2019年、書籍化されたタツマキボタンには収録されていないものも含まれている。完結作品。）
- 旅ボン　台湾編　(2019年〜2020年、書籍化された旅ボン高尾編、台北編の試し読み。完結作品。）
- 釣りボン（2022年〜2024年、書籍化された釣りボンには収録されていないものも含まれている。完結とはなっていないが、2024年6月14日の更新を最後に、更新がストップしている。未完結作品。）
- 旅ボン　東京編　(2024年〜、未完結作品。）